# Devil Girl from Mars
Devil Girl from Mars ist ein britischer Science-Fiction-Film von 1954.

## Handlung
Auf dem Mars fand ein Krieg der Geschlechter statt, den die Frauen gewannen. Nach dem Sieg der Frauen degenerierten die marsianischen Männer, und die Geburtenquote ging stark zurück, so dass die marsianische Bevölkerung auszusterben droht.
Die Marsianerinnen entsenden daher mit einem Raumschiff Nyah zur Erde, die von einem Roboter begleitet wird. Nyah soll geeignete männliche Exemplare auf den Mars entführen, um den Fortbestand der marsianischen Rasse zu gewährleisten.
Durch einen Defekt ihres Raumschiffs landet Nyah nicht wie vorgesehen in London, sondern in einem schottischen Moor. In einem Pub sucht sie nach geeigneten Kandidaten für ihre Mission, wobei sie den Roboter Chani benutzt, um Druck auszuüben. Schließlich stellt sich Justin, einer der Pubbesucher, freiwillig zur Verfügung, um den Jungen Tommy zu befreien, den Nyah gekidnappt hat. Justin manipuliert auf dem Rückflug zum Mars das Raumschiff und bringt es zur Explosion.

## Trivia
- 1960 wurde in Mexiko mit La nave de los monstruos (Das Raumschiff der Ungeheuer) eine Parodie gedreht, in der sich der die Frauen von der Venus begleitende Roboter in eine Jukebox verliebt und mit ihr tanzt.